# Korea Północna na Zimowych Igrzyskach Olimpijskich 1964
Koreę Północną na Zimowych Igrzyskach Olimpijskich 1964 reprezentowało 13 zawodników: sześciu mężczyzn i siedem kobiet. Był to debiut reprezentacji Korei Północnej na zimowych igrzyskach olimpijskich. Han Pil-Hwa zdobyła pierwszy medal (srebrny) na zimowych igrzyskach olimpijskich dla Korei Północnej.

## Zdobyte medale
| Medal  | Zawodnik    | Dyscyplina          | Konkurencja           | Rezultat   |
| ------ | ----------- | ------------------- | --------------------- | ---------- |
| Srebro | Han Pil-hwa | Łyżwiarstwo szybkie | bieg na 3000 m kobiet | 5:18,5 min |

## Skład kadry

### Biegi narciarskie
Mężczyźni
| Zawodnik      | Konkurencja   | czas      | Pozycja |
| ------------- | ------------- | --------- | ------- |
| Yang Duk-soon | Bieg na 30 km | 1:53:58,4 | 63.     |
| Kim Ko-am     | Bieg na 30 km | 1:55:11,0 | 65.     |

Kobiety
| Zawodnik    | Konkurencja   | czas    | Pozycja |
| ----------- | ------------- | ------- | ------- |
| Kim Bong-za | Bieg na 10 km | 52:18,6 | 32.     |
| Ri Han-soon | Bieg na 10 km | 53:21,8 | 33.     |

### Łyżwiarstwo szybkie
Mężczyźni
| Zawodnik       | Konkurencja   | Konkurencja   | Konkurencja    | Konkurencja    | Konkurencja    | Konkurencja    | Konkurencja      | Konkurencja      |
| Zawodnik       | Bieg na 500 m | Bieg na 500 m | Bieg na 1500 m | Bieg na 1500 m | Bieg na 5000 m | Bieg na 5000 m | Bieg na 10 000 m | Bieg na 10 000 m |
| Zawodnik       | Czas          | Miejsce       | Czas           | Miejsce        | Czas           | Miejsce        | Czas             | Miejsce          |
| -------------- | ------------- | ------------- | -------------- | -------------- | -------------- | -------------- | ---------------- | ---------------- |
| Kim Zin-hook   | 41,9          | 19.           | 2:19,4         | 36.            |                |                |                  |                  |
| Ri Sung-ryool  | 43,0          | 30.           | 2:13,9         | 14.            |                |                |                  |                  |
| Bak Sung-wun   |               |               |                |                | 8:20,9         | 28.            |                  |                  |
| Kim Choon-bong |               |               |                |                | 8:22,9         | 30.            | 17:10,8          | 23.              |

Kobiety
| Zawodnik      | Konkurencja   | Konkurencja   | Konkurencja    | Konkurencja    | Konkurencja    | Konkurencja    | Konkurencja    | Konkurencja    |
| Zawodnik      | Bieg na 500 m | Bieg na 500 m | Bieg na 1000 m | Bieg na 1000 m | Bieg na 1500 m | Bieg na 1500 m | Bieg na 3000 m | Bieg na 3000 m |
| Zawodnik      | Czas          | Miejsce       | Czas           | Miejsce        | Czas           | Miejsce        | Czas           | Miejsce        |
| ------------- | ------------- | ------------- | -------------- | -------------- | -------------- | -------------- | -------------- | -------------- |
| Ryoo Choon-za | 48,4          | 15.           | 1:40,0         | 16.            |                |                |                |                |
| Han Pil-hwa   | 58,5          | 28.           |                |                | 2:30,1         | 9.             | 5:18,5         | srebro         |
| Kim Song-soon |               |               |                |                | 2:27,7         | 4.             | 5:25,9         | 7.             |
| An Sen-za     |               |               |                |                | 2:44,7         | 30.            |                |                |
| Bak Wol-ja    |               |               |                |                |                |                | 5:30,8         | 13.            |